# Massimo Bulleri
Massimo Bulleri (* 10. September 1977 in Cecina, Toskana) ist ein italienischer Basketballtrainer und ehemaliger -spieler. 2003 und 2005, als er für Benetton Treviso aktiv war, wurde er zum MVP der regulären Saison in der Serie A gewählt. Sein größter Erfolg mit der Nationalmannschaft war der Finaleinzug bei den Olympischen Spielen 2004.
Mit Benetton Treviso wurde Bulleri zwischen 1999 und 2005 zweimal italienischer Meister und viermal nationaler Pokalsieger. Zudem erreichte er 2003 das Finale der EuroLeague. Als italienischer Nationalspieler nahm er an den Europameisterschaften 2003 (3. Platz), 2005 und 2007 teil. Beim Gewinn der olympischen Silbermedaille 2004 war Bulleri der zweitbeste Scorer seiner Mannschaft.